# 遊部久蔵
遊部 久蔵（あそべ きゅうぞう、1914年4月16日 - 1977年12月12日）は、日本の経済学者。古典学派とマルクスの価値論および経済学史を研究。

## 来歴
東京府（現・東京都）出身。慶應義塾大学卒。東洋経済新報社、東亜研究所、戦後は慶應義塾大学助教授。1953年に教授、経済学部長。1977年、在職中に死亡。享年63。

## 著書
- 中国労働者階級の状態 好学社 1948
- 価値と価格 青木書店 1948
- インフレーションの基礎理論 俗流インフレ論の総括的批判 思潮書林 1948
- 中国労働者階級の状態 好学社 1948
- インフレーションの基礎理論 思潮書林 1948
- マルクス価値論の根本問題 時潮社 1949
- 価値論争史 資本論 第1巻第1章第1,2節の研究 青木書店 1949
- 価値論と史的唯物論 弘文堂 1950
- 古典派経済学とマルクス 世界書院 1955
- 労働価値論史研究 世界書院 1964
- マルクス経済学 春秋社 1968
- 商品論の構造 青木書店 1973

## 共編
- 経済学講座 第1巻 資本主義経済の基礎原理 長洲一二共編 大月書店 1954
- 『資本論』研究史 ミネルヴァ書房 1958

## 翻訳
- 地代論 リチャード・ジョーンズ 鈴木鴻一郎共訳 日本評論社 1942
- アダム・スミス / F.W.ハースト 弘文堂 1952